# Deutscher Ballettwettbewerb
Der Deutsche Ballettwettbewerb ist ein Amateur-Tanzwettbewerb für Kinder, Jugendliche und Erwachsene und ist für Schulen, Gruppen und Vereine in Deutschland der offizielle Qualifikationswettbewerb für den Dance World Cup.  Der Wettbewerb ist mit jährlich über 2.000 Teilnehmern der größte Wettbewerb dieser Art in Deutschland. Er wird vom Ballettförderkreis München e.V. [bfkm] (1. Vorsitzende Korinna Söhn) veranstaltet.
Den deutschen Ballettwettbewerb gibt es seit 1983. Seit 2009 gibt es wegen der großen Teilnehmerzahl zusätzlich fünf Regionalwettbewerbe, über die man sich zunächst für den Bundeswettbewerb qualifizieren muss. Bei allen Regionalwettbewerben kommt eine Teilnehmerzahl von über 2.000 Tänzer/-innen mit jährlich über 800 Tänzen zusammen.
Der Wettbewerb ist offen für folgende Stilrichtungen:
- klassisches Ballett
- Nationaltanz und Folklore
- moderner und zeitgenössischer Tanz
- Jazztanz und Show Dance
- Hip Hop und Street Dance
- Stepptanz
- Gesang und Tanz
- Akrobatik

Es gibt vier verschiedene Altersklassen:
- Mini bis 9 Jahre
- Kinder bis 13 Jahre
- Junioren bis 17 Jahre
- Erwachsene bis 25 Jahre

Der bfkm präsentiert zudem das 'TeamGermany Dance World Cup' und weitere Förderprojekte, wie zum Beispiel:
- Tanzteenies (Gruppe von Nachwuchstalenten aus ganz Deutschland)
- Publikumspreis (die besten Tänze des Deutschen Ballettwettbewerbs – im Rosenthal Theater Selb)